# توربین بادی کوچک

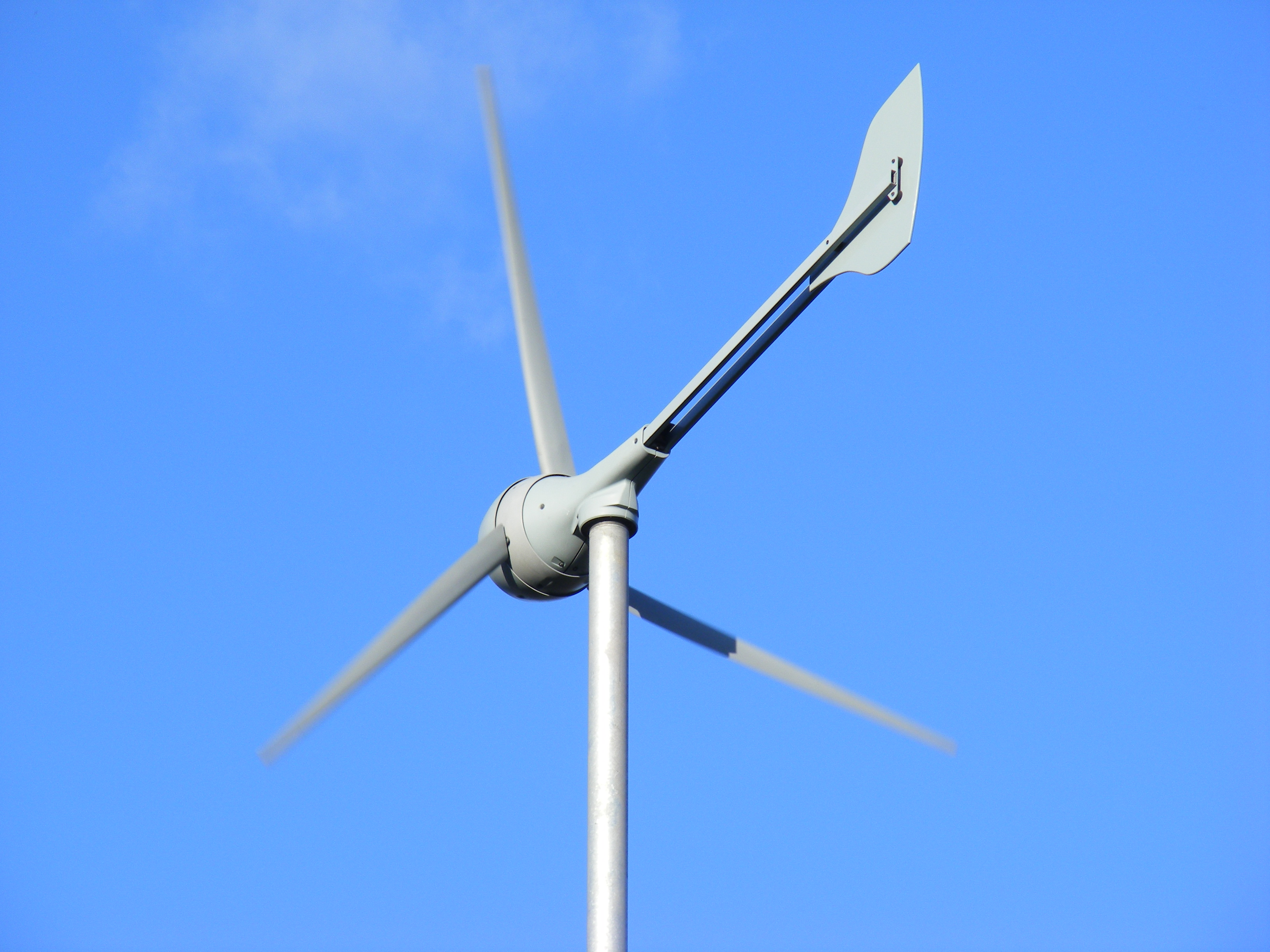
یک توربین بادی کوچک با محور افقی

توربین بادی کوچک، توربین‌های بادی کوچکی هستند که برای میکروژنراتورها استفاده می‌شوند و در مقابل توربین‌های بادی بزرگ تجاری قرار می‌گیرند.
این نوع توربین را می‌توان به دو دستۀ «محور افقی» و «محور عمودی» تقسیم کرد.

## طراحی

NRBO در سال 1988 رصدخانه پرندگان رونالدسای شمالی و اولین مولد هوا.

توربین‌های بادی کوچک دارای پره‌هایی به قطر ۱٫۵ تا ۳٫۵ متر دارند و می‌توانند انرژی برق را با توان ۱ تا ۱۰ کیلووات تولید کنند.
برخی از این نوع توربین‌ها بسیار سبک طراحی شده‌اند به طوری که وزن آنها تنها ۱۶ کیلوگرم است که این امکان را به آنها می‌دهد تا با کمترین باد نیز شروع به گردش کنند. چراکه در مناطق شهری میزان وزش باد با توجه به ساختار شهری و ساختمان‌ها کمتر از دشت هاست.
اکثریت توربین‌های موجود به صورت محور افقی هستند، هرچند که نوع محور عمودی نیز در حال گسترش است.
ژنراتورهای استفاده شده در این نوع توربین‌ها عموماً از نوع سه فاز جریان متناوب هستند و لذا تمایل به سوی استفاده از ژنراتورهای القایی است.